# Faouzi Lamdaoui
Faouzi Lamdaoui, né le 14 novembre 1962 à Constantine (Algérie), est un homme politique français, membre du Parti socialiste.
Nommé par décret le 17 mai 2012 conseiller à l'égalité et à la diversité auprès du président de la République François Hollande,, il démissionne le 3 décembre 2014 après des accusations d'abus de biens sociaux.

## Biographie
Ingénieur logisticien, Faouzi Lamdaoui a activement milité dans le milieu associatif : il est président du club de réflexion « Construire ensemble », membre fondateur de l’association culturelle « Coup de soleil »[réf. souhaitée] et membre de l’association « L'Égalité d’abord »[réf. souhaitée].

## Carrière politique

### Militantisme et mandats internes au Parti socialiste
En 1992, Faouzi Lamdaoui entre au Parti socialiste. Il milite en faveur de davantage de présence en politique des Français maghrébins, écrivant par exemple dans une tribune libre publiée par Le Figaro en juillet 2002 que « dans ce pays qui se veut le chantre de la démocratie, les Français maghrébins restent confinés dans un rôle purement folklorique (musique raï, mariage mixte, tradition, etc.) mais la politique et le pouvoir « pas touche » [...) Les états-majors des partis politiques nous ont oubliés quelque part sur les quais [...) Ce ne sont pourtant pas les compétences qui manquent chez les Français maghrébins. Nous refusons d'être confinés dans des rôles subalternes. Nous ne sommes pas dans une kermesse où les « petits » reçoivent des lots de consolation. Triste souvenir que celui du 1er et du 2e collège de l'Algérie coloniale. »,.
Il occupe successivement les responsabilités de délégué national au codéveloppement, puis en 2006 de délégué national auprès de François Hollande chargé de l’égalité et de la lutte contre les discriminations, de secrétaire national-adjoint à l’égalité et au partenariat équitable, puis de secrétaire national à l’égalité, chargé du partenariat, de la diversité et de la promotion sociale jusqu’au congrès de Reims en 2008.

### Législatives de 2007
En juillet 2006, Faouzi Lamdaoui est investi pour les élections législatives de 2007 dans la cinquième circonscription du Val-d'Oise (Argenteuil – Bezons) lors de la convention nationale du Parti socialiste, ce qui suscite quelques remous dans la section locale au vu de son statut de parachuté (cette circonscription avait notamment été réservée à un candidat issu de l'immigration). Il se prononce en faveur du vote des étrangers extracommunautaires aux élections locales.
Il obtient 26,78 % des suffrages au premier tour, 48,99 % au second, face au député-maire UMP Georges Mothron, soit un peu moins que Robert Hue, candidat PCF soutenu par le PS dès le premier tour, qui avait obtenu 49,62 % au second tour (38,63 % au premier) des législatives de 2002,. Il réalise un score inférieur de neuf points à celui de Ségolène Royal un mois plus tôt, soit 57,42 % au second tour à Argenteuil (34,58 % au premier) et 58,23 % à Bezons (33,21 % au premier),.

### Mandats locaux à Argenteuil (2008-2011)
En 2007, dans la perspective des élections municipales de 2008, Faouzi Lamdaoui revendique, vu son résultat au second tour des législatives contre le député-maire Georges Mothron, la tête de liste à Argenteuil, également réclamée par deux conseillers généraux PS, Philippe Doucet et Alain Leikine, sur fond de contestation à propos du fichier des quelque 500 membres de la section locale du PS, mais aussi de volonté du secrétariat national du PS d'imposer un candidat de la diversité. Candidat à l'investiture socialiste pour les élections municipales à Argenteuil, il obtient moins de 1 % des voix, battu par le Conseiller général du canton d'Argenteuil-Nord Philippe Doucet .
Doucet et Lamdaoui finissent par être convaincus de se présenter sur la même liste, soutenue par le PCF et Lutte ouvrière, tandis que Leikine se présente en dissidence, avec le soutien des Verts, du PRG et du PT,,,,,,
En fin de compte candidat en troisième position sur la liste de gauche, qui l'emporte, il devient adjoint au maire et vice-président de la Communauté d'agglomération Argenteuil-Bezons (CAAB).
En décembre 2009, le maire Philippe Doucet annonce qu'il lui retire sa délégation en même temps que celle d'une autre élue, ainsi que les indemnités perçues à ce titre, à cause d'« un travail quasi inexistant », un « absentéisme intolérable » et « des indemnités qui n'avaient plus aucune justification depuis des mois ». Le Conseil municipal de la ville prend acte de ce retrait de délégation et vote à l'unanimité le retrait du statut d'adjoint au Maire à Faouzi Lamdaoui le 14 décembre 2009.
Continuant à s'opposer au maire, Philippe Doucet, il refuse de voter le budget, qui comportait des hausses d'impôts, décidées afin de redresser les comptes de la ville, puis publie un document critiquant le maire. Il est menacé d'exclusion du PS.
Durant l’été 2011, après ces années de dures polémiques, il démissionne de ses mandats locaux à Argenteuil. Il déclare au Journal du dimanche « J'ai été traité de "chauffeur de François Hollande" ou encore de son "responsable presse" par la fédération socialiste du Val-d'Oise, qui est à majorité pro-Martine Aubry et Dominique Strauss-Kahn. Ça joue aussi. »[réf. nécessaire].

### Échéances électorales de 2012
Faouzi Lamdaoui, présenté par le quotidien Le Monde comme un « sherpa » de François Hollande, devient chef de cabinet dans le dispositif de campagne du candidat socialiste lors de l’élection présidentielle de 2012,,. 
Candidat lui-même à l’investiture socialiste pour les élections législatives de 2012 dans la neuvième circonscription des Français de l’étranger, c'est finalement Pouria Amirshahi, soutenu par Martine Aubry, qui est désigné candidat socialiste le 29 novembre,,,.
Annoncé le 15 mai 2012 dans la première circonscription de la Somme (Abbeville-Amiens nord) avec Nicolas Dumont (1er vice président du conseil régional de Picardie et maire d'Abbeville) pour suppléant, il est écarté dès le lendemain lors des investitures par le PS au profit de Pascale Boistard,, adjointe au maire de Paris Bertrand Delanoë, ce qui est interprété comme un « règlement de comptes » de Martine Aubry vis-à-vis de François Hollande,. 
Après la présidentielle de 2012, il hérite d'un poste de conseiller auprès de François Hollande chargé de « l'égalité et de la diversité ». Quelque temps après avoir perdu l’usage de son permis de conduire, à la suite d'excès de vitesse au volant trop fréquents, il affirme avoir reçu des lettres de menaces de mort. Une protection policière — avec la voiture qui va avec — lui est accordée. À compter de cette date, il se fait conduire à travers Paris par deux policiers du Service de protection des hautes personnalités (SPHP). Ce privilège ne durera que deux mois. Le 30 juillet 2013, le conseiller aurait piqué une colère noire en montant en voiture : il n'y avait pas de pain au chocolat pour l'accueillir. Selon Charlie Hebdo, Faouzi Lamdaoui, furieux, aurait alors immédiatement appelé la SPHP pour se plaindre.
Deux jours après le début l'affaire, il est privé de cette protection rapprochée et se voit retirer sa voiture avec chauffeur. « Au plus haut sommet de l’État, on a estimé qu'il fallait mettre un terme à cette histoire », affirme un policier à Charlie Hebdo. Selon l'hebdomadaire, le rapport relatant l'incident aurait disparu de la base informatique de la SPHP,.
Le 22 janvier 2018, il est nommé directeur des relations institutionnelles et publiques de Veolia pour la zone Afrique - Moyen-Orient.

## Mises en cause
Le 10 juin 2014, l’hebdomadaire L'Express révèle que Faouzi Lamdaoui pourrait être entendu dans le cadre d'une enquête préliminaire, pour d’éventuels « recel d'abus de biens sociaux » et « fraude fiscale »,. 
À la suite d'une perquisition, les enquêteurs se sont interrogés sur les « rémunérations élevées » qu'il aurait perçues et sur une possible dissimulation de ces sommes au fisc français, liés aux sociétés Alpha Distributions et Alpha (devenue Cronoservice), deux SARL inscrites dans la même société de domiciliation parisienne ; la première, liquidée en juin 2010 et radiée du registre du commerce en mars 2012 et la seconde cessant ses activités en juin 2012 et radiée en mars 2014. En 2010 déjà, Alpha Distributions avait été épinglée par la Commission des infractions fiscales pour « dissimulation de recettes imposables ».
Faouzi Lamdaoui démissionne de son poste de conseiller du président le 3 décembre 2014, après avoir été cité à comparaître dans cette affaire d’abus de bien social.
Le 6 octobre 2015, le ministère public requiert une peine de 18 mois d'emprisonnement et 150 000 euros d'amende dans cette affaire. Le 17 novembre, la procédure est finalement annulée, les magistrats accordant l'exception de nullité demandée par la défense. Le parquet ayant fait appel, cette décision est confirmée en janvier 2018 .
Une autre affaire l'accusant de « travail dissimulé » et « menaces et intimidations » a été classée sans suite.
En revanche la justice a ouvert une instruction début avril 2018 dans lequel il est soupçonné de divulgation de données confidentielles et de violation du secret professionnel de la police . Le parquet de Paris estime en 2020 que M. Lamdaoui doit faire l'objet d'un procès .

## Anciens mandats
- Adjoint au maire d'Argenteuil de mars 2008 à décembre 2009
- Conseiller municipal à Argenteuil de décembre 2009 à juillet 2011
- Vice-président de la Communauté d’agglomération Argenteuil-Bezons (CAAB)[47] [Quand ?]